# Fra New Yorks Underverden
Fra New Yorks Underverden (Originaltitel Thunderbolt) er en amerikansk kriminalfilm instrueret af Josef von Sternberg og havde George Bancroft i hovedrollen.
Filmen fortæller historien om en kriminel på dødsgangen, der ønsker at slå manden i nabocellen ihjel for at være forelsket i hans tidligere kæreste.
Manuskriptet blev skrevet af Herman J. Mankiewicz, Joseph L. Mankiewicz og Josef von Sternberg baseret på en historie af Jules and Charles Furthman.
Bancroft blev nomineret til en Oscar for bedste mandlige hovedrolle.

## Eksterne Henvisninger
- Fra New Yorks Underverden på Internet Movie Database (engelsk)
- Fra New Yorks Underverden i Svensk Filmdatabas (svensk)
- Fra New Yorks Underverden på AlloCiné (fransk)
- Fra New Yorks Underverden på MovieMeter (nederlandsk)
- Fra New Yorks Underverden på AllMovie (engelsk)
- Fra New Yorks Underverden hos American Film Institute (engelsk)
- Fra New Yorks Underverden på Turner Classic Movies (engelsk)
- Fra New Yorks Underverden på The Movie Database (engelsk)
- Fra New Yorks Underverden på Rotten Tomatoes (engelsk)
- Fra New Yorks Underverden på Filmaffinity (engelsk)